# Paul Günther
Pour les articles homonymes, voir Günther.
Paul Günther (né le 24 octobre 1882 à Hanovre et mort en 13 février 1959 à Berlin-Schöneberg) est un plongeur allemand, champion olympique de plongeon. Il est introduit à l'International Swimming Hall of Fame en 1988.

## Palmarès
| Édition        | Épreuve      | Épreuve              | Épreuve |
| Édition        | Tremplin 3 m | Plongeon haut simple |         |
| Stockholm 1912 | Or           | Abandon              |         |